# Huang Wenyi
Pour les articles homonymes, voir Huang.
Dans ce nom chinois, le nom de famille, Huang, précède le nom personnel.
Huang Wenyi, née le 6 mars 1991 à Chaozhou, est une rameuse chinoise.

## Biographie
Aux Jeux olympiques de 2012 à Londres, Huang Wenyi est médaillée d'argent de l'épreuve de deux de couple avec Xu Dongxiang.